# Eumede
Nella mitologia greca,  Eumede era il nome di uno dei figli di Eracle e di  Lise.

## Il mito
Eracle durante i suoi viaggi si innamorò di Procri, una delle figlie di Tespio, e volle giacere con lei. Il padre invece voleva che l'eroe ingravidasse tutte le sue cinquanta figlie, che a turno ogni notte sostituivano Procri. Da tale unione, avuta con Lise, nacque Eumede, che diventato adulto si stabilì a Troia
Egli ebbe sei figli, cinque femmine (tra cui Acallaride) ed un maschio, Dolone, che partecipò alla guerra di Troia.

### Fonti
- Pseudo-Apollodoro, Libro II -  7,8

### Moderna
- Anna Ferrari, Dizionario di mitologia, Litopres, UTET, 2006, ISBN 88-02-07481-X.

### Traduzione delle fonti
- Omero, Iliade, seconda edizione, Torino, Einaudi, 1990, ISBN 978-88-06-17694-5. Traduzione di Rosa Calzecchi Onesti